# Lesley Bakker
Lesley Bakker (Amsterdam, 1 juni 2002) is een Nederlands voetballer die als middenvelder voor Telstar speelt.

## Carrière
Lesley Bakker speelde in de jeugd van AFC en Almere City FC. In 2020 maakte hij de overstap naar de beloftenploeg van Telstar. Hij debuteerde in het eerste elftal van Telstar op 26 februari 2021, in de met 2-0 verloren uitwedstrijd tegen MVV Maastricht. Hij kwam in de 86e minuut in het veld voor Niels van Wetten.

### Statistieken
| Seizoen                   | Club           | Land           | Competitie     | Competitie | Competitie | Beker | Beker | Totaal | Totaal |
| Seizoen                   | Club           | Land           | Competitie     | Wed.       | Dlp.       | Wed.  | Dlp.  | Wed.   | Dlp.   |
| ------------------------- | -------------- | -------------- | -------------- | ---------- | ---------- | ----- | ----- | ------ | ------ |
| 2020/21                   | Telstar        | Nederland      | Eerste divisie | 5          | 0          | 0     | 0     | 5      | 0      |
| 2021/22                   | Telstar        | Nederland      | Eerste divisie | 0          | 0          | 0     | 0     | 0      | 0      |
| Carrièretotaal            | Carrièretotaal | Carrièretotaal | Carrièretotaal | 5          | 0          | 0     | 0     | 5      | 0      |
| Bijgewerkt op 6 juni 2022 |                |                |                |            |            |       |       |        |        |